# ゴットフリート・フォン・ハーバラー
ゴットフリート・フォン・ハーバラー（Gottfried von Haberler、1900年7月20日 - 1995年5月6日）は、オーストリアのウィーンで生まれ、アメリカ合衆国で活躍した経済学者である。国際貿易論、景気変動論の分野で多大な貢献をしたことで知られ、自由貿易、変動為替相場制、マネタリズムを支持した。長年にわたりハーバード大学教授を務めた。

## 生涯
ハーバラーは1900年7月20日にオーストリアのウィーンで誕生した。1923年にウィーン大学で学士号を、1925年には同大学で博士号を取得した。博士号取得と同じ年に、指数理論に関する初の著書を出版している。
1927年から1929年にかけてはロックフェラー財団の奨学金を得てイギリスとアメリカに滞在し、見聞を広めた。1928年にはウィーン大学で教鞭を執り始めた。
1932年、オーストリアを出国し、ハーバード大学の講師に就任した。1934年から1936年まではジュネーブにある国際連盟に勤務した。その後、1936年にハーバード大学に戻り、経済学教授に昇任した。
ハーバラーは1971年にハーバード大学を退官したが、その後も経済学研究に携わった。同年、ワシントンD.C.にあるアメリカン・エンタープライズ研究所（American Enterprise Institute、AEI）の専任研究員となった。1995年5月6日、94歳で死去した。

## 業績と学説
ハーバラーはウィーン大学において、フリードリヒ・フォン・ヴィーザーとルートヴィヒ・フォン・ミーゼスに師事した。彼自身はオーストリア学派の出身であるものの、その後の研究においては必ずしもオーストリア学派の理論に固執しなかったと評価されている。
特に注目すべきは、1936年に発表された主著『国際貿易論（The Theory of International Trade）』である。この著書の中で、ハーバラーは古典派経済学の比較生産費説を、より厳密な一般均衡理論の枠組みで再定式化した。これに対し、ジェイコブ・ヴァイナーは『国際貿易の理論研究』（Studies in the Theory of International Trade、1937年、1958年）で異論を唱えたが、決定的な結論には至らなかった。
また、ハーバラーは1936年にヨーゼフ・シュンペーターと同時期にハーバード大学に移籍している。ハーバラーは国際貿易論の他にも、景気変動論において重要な貢献を果たした。

## 主要著作（日本語訳）
- 『好況及び不況の理論――循環運動の理論的分析』初版、宇治田富造訳、清和書房、1938年
- 『ハーバラー国際貿易論』（上巻、下巻）、松井清・岡倉伯士共訳、有斐閣、1937年
- 『ハーベラー景気不景気論』1939年改訂増補第三版、桑原晉訳、實業之日本社、1944年
- 『景気変動論』第五版（上、下）、松本達治・加藤寛・山本英太郎・笹原昭五共訳、東洋経済新報社、1966年
- 『インフレーション――その原因と対策』、加藤寛孝・小山高雅共訳、東洋経済新報社、1969年
- 『G.ハーバラー重要論稿撰集』、岡田睦美監修、木村滋・田中喜助・中内恒夫・佐野進策・倉科寿男・嶋村絋輝共訳、啓文社、1987年